# Charles Lacquehay

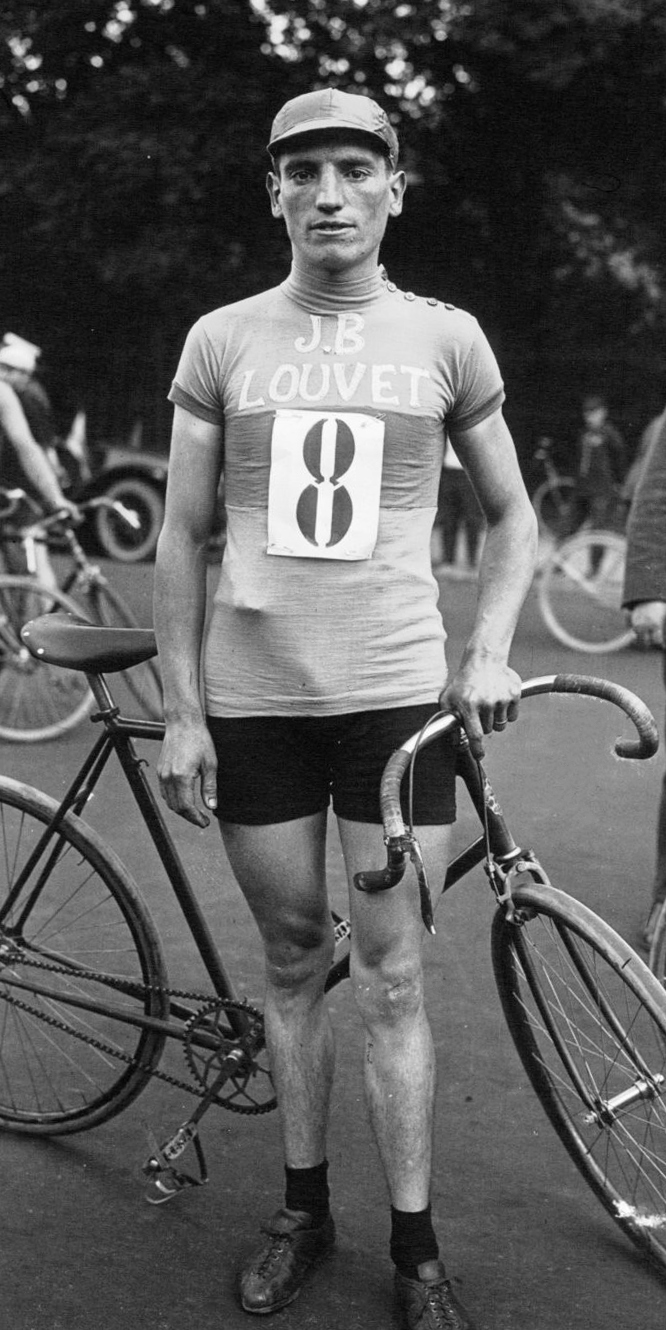
Charles Lacquehay (1923)

Charles Lacquehay (* 4. November 1897 in Paris; † 3. Oktober 1975 ebenda) war ein französischer Radrennfahrer.
1919 begann Charles Lacquehay seine Profi-Laufbahn als Radrennfahrer und bestritt zunächst hauptsächlich Straßenrennen. 1923 gewann er Nizza–Mont Agel. Sowohl 1923 als auch 1925 belegte er bei Paris–Roubaix den fünften Platz. 1925 siegte er im Eintagesrennen Circuit de Paris. 1928 gewann er das Critérium des As, ein Einladungsrennen für die besten Profis der Saison.
Ende der 1920er Jahre legte Lacquehay seinen Schwerpunkt auf die Bahn: Steher- sowie Sechstagerennen. 1933 sowie 1935 wurde er Weltmeister der Steher, 1933 auch französischer Steher-Meister. Zudem startete er bei 21 Sechstagerennen und gewann fünf, alle gemeinsam mit Georges Wambst: 1926 in Paris und Berlin, 1927 in Breslau und 1928 in Paris und Nizza. 1928 gewann er gemeinsam mit Georges Wambst den Bahnwettbewerb Prix Dupré-Lapize in Paris. In Deutschland konnte er 1933 und 1935 das Goldene Rad von Berlin gewinnen.
Charles Lacquehay hatte den Spitznamen „longue carabine“ („langer Karabiner“).